# Hilgermissen
Hilgermissen egy község Németországban, a Weser-Nienburgi járásban. Lakosainak száma 2091 fő (2023. december 31.).

## Népessége
| Lakosok száma | 2181 | 2186 | 2161 | 2142 | 2110 | 2091 |
|               | 2016 | 2017 | 2019 | 2021 | 2022 | 2023 |